# David Ballantyne
David Watt Ballantyne (* 14. Juni 1924 in Auckland; † 24. Februar 1986 in Auckland City) war ein neuseeländischer Schriftsteller und Journalist.

## Leben
David Ballantyne zählt zu Neuseelands berühmtesten Schriftstellern. Als Kind lebte er in der Hafenstadt Hicks Bay, in Rotorua und später in Gisborne, wo er nach dem Tod seines Vaters seine schulische Laufbahn mit 15 Jahren abbrach.
Nach einer kurzen Episode beim Militär und einem abgebrochenen Medizinstudium begann er seine Karriere als Journalist beim Auckland Star. 1948 erschien sein erster Roman The Cunninghams in den Vereinigten Staaten. Er heiratete im Jahr 1950 die Malerin Vivienne Jean Margaret Heise, mit der er zusammen einen Sohn hatte. 1954 übersiedelte er mit seiner Familie nach London, wo er weiterhin als Journalist und Autor tätig war. 1966 kehrte die Familie nach Neuseeland zurück. Ballantyne starb 1986 in seinem Haus in Ponsonby, Auckland City.
Er veröffentlichte insgesamt acht Romane, von denen lediglich sein fünfter, Sydney Bridge Upside Down, 44 Jahre nach seiner Erstveröffentlichung auch auf Deutsch erschien.

## Werke (Auswahl)
- The Cunninghams, 1948
- The last pioneer, 1963
- A friend of the family, 1966
- Sydney Bridge Upside Down, 1968
  - dt.: Sydney Bridge Upside Down. Aus dem neuseeländ. Englisch von Gregor Hens. Hoffmann und Campe, Hamburg 2012, ISBN 978-3-455-40372-5
- The talkback man, 1979, ISBN 0-908564-18-X
- The penfriend, 1980, ISBN 0-908564-50-3